# Санта-Лючия-деи-Маньоли
Санта-Лючия-деи-Маньоли (итал. La chiesa di Santa Lucia dei Magnoli — церковь Святой Луции Маньоли) — римско-католическая церковь Святой Луции (Лючии), расположенная на улице Виа-де-Барди в историческом квартале Ольтрарно во Флоренции, регион Тоскана, Италия.

## История
Церковь является одной из старейших флорентийских церквей в районе Ольтрарно. Она была основана в 1078 году кавалером Угуччоне делла Пресса, у которого здесь, на реке Арно, были свои мельницы. После его смерти церковь была достроена его сыном Маньоло, а управлять ею стали его потомки, поэтому её и назвали «Маньоли». На протяжении веков храм называли по-разному: де Барди (из-за близости к домам семьи Барди), делле Ровинате, поскольку это было название местности, подверженной частым оползням. В 1173—1175 годах церковь была включена в число 36 приходов в пределах крепостных стен Флоренции, построенных в 1284—1345 годах.
Церковью в течение веков управляли разные лица и общины, включая бенедиктинский монастырь Сан-Миниато-аль-Монте (до 1246 года) и епископа Флоренции (после 1373 года). В 1421 году Никколо да Уццано покровительствовал восстановлению церкви и украшению капеллы Лоренцо ди Биччи сценами из жизни Святой Луции. Первоначально построенная в романском стиле, затем в готическом, церковь была перестроена в эпоху Возрождения и освящена 1 мая 1584 года кардиналом Алессандро Медичи (впоследствии папа Лев XI).
В 1638 году храм был возведен в ранг приората. В 1641 году для Общества Святого Причастия была построена прилегающая капелла, посвящённая святым Луции и Лоренцо, а в 1714—1715 годах была пристроена Капелла Лорето, в которую Козимо III Медичи перенёс почитаемую «Чёрную Мадонну» из надвратного святилища Дома Лорето, которая уже хранилась между 1692 и 1705 годами в церкви Санта-Мария-дельи-Уги. В 1644 и 1642 годах церковь была обогащена реликвиями, которые теперь выставлены во втором алтаре справа, благодаря усилиям апостольского протонотария Джироламо Розати, настоятеля церкви с 1637 года. В 1732 году она стала объектом дальнейших реконструкций алтарей и была восстановлена в 1752 и 1837 годах.
Над порталом фасада из блочного камня находится терракотовый люнет с изображением Святой Луции между двумя ангелами работы Бенедетто Бульони (1510—1520). В церкви имеются алтарные образы XIV века, изображающие Святую Луцию, работы Пьетро Лоренцетти и две картины с изображением Благовещения работы Якопо дель Селлайо.
Главный алтарный образ приписывается Аньоло ди Доннино; он заменяет Святое Собеседование (Sacra Conversazione), или «Алтарь Санта-Лючия-де-Маньоли» (La Pala di Santa Lucia de' Magnoli) работы Доменико Венециано, который ныне хранится в галерее Уффици.

## Галерея

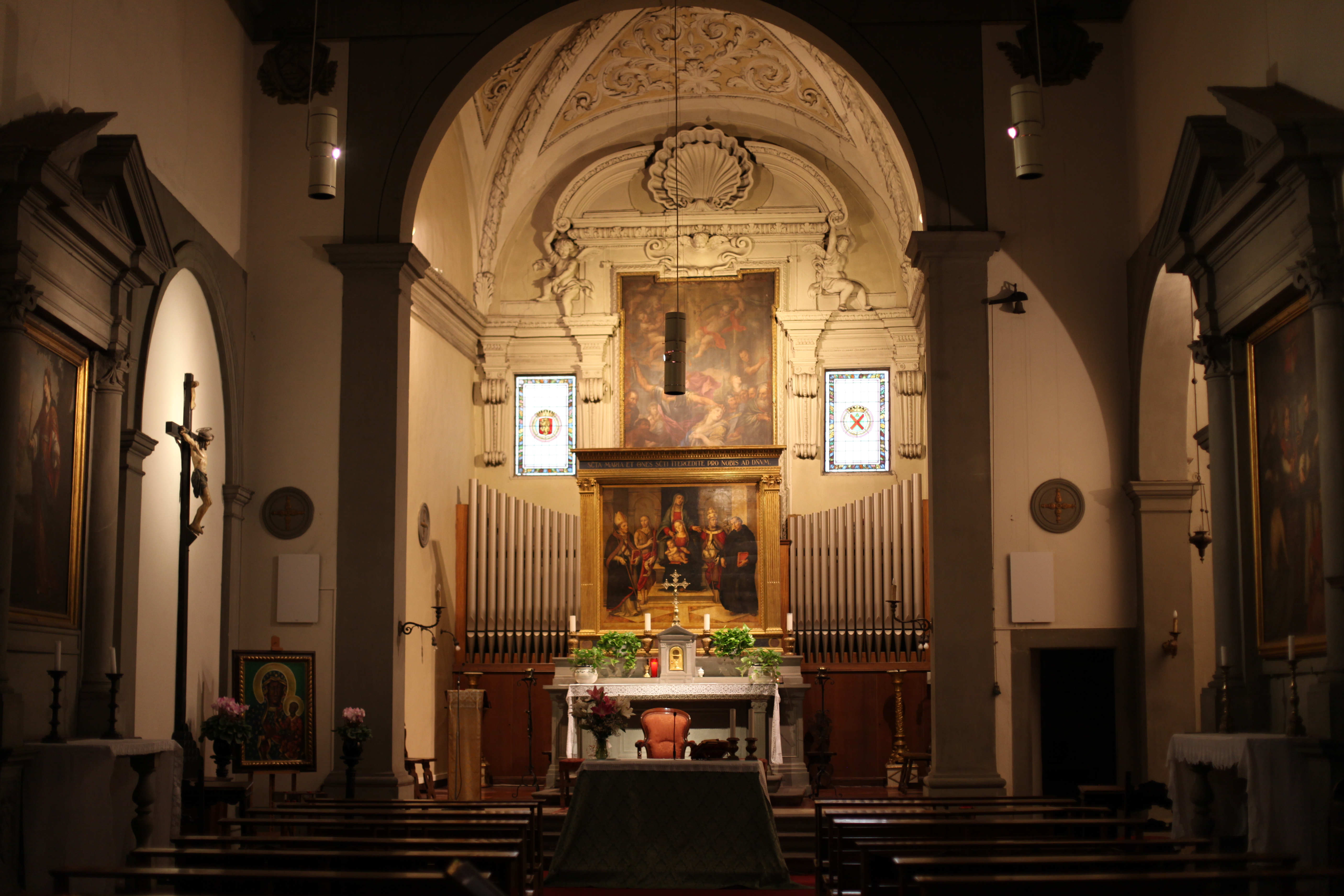
Интерьер церкви
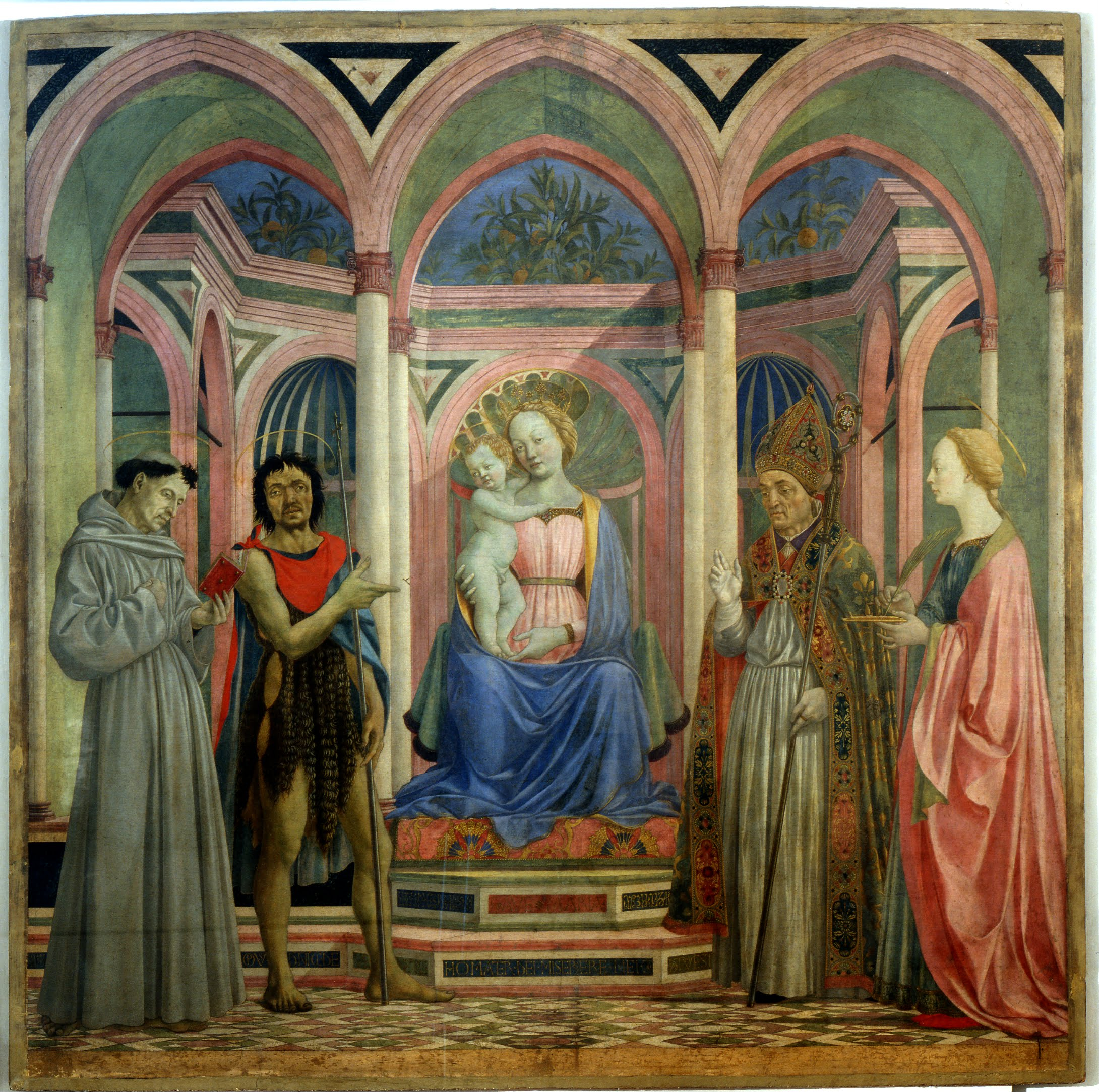
Доменико Венециано. Алтарь Санта-Лючия-деи-Маньоли. Между 1445 и 1447. Дерево, темпера. Уффици, Флоренция
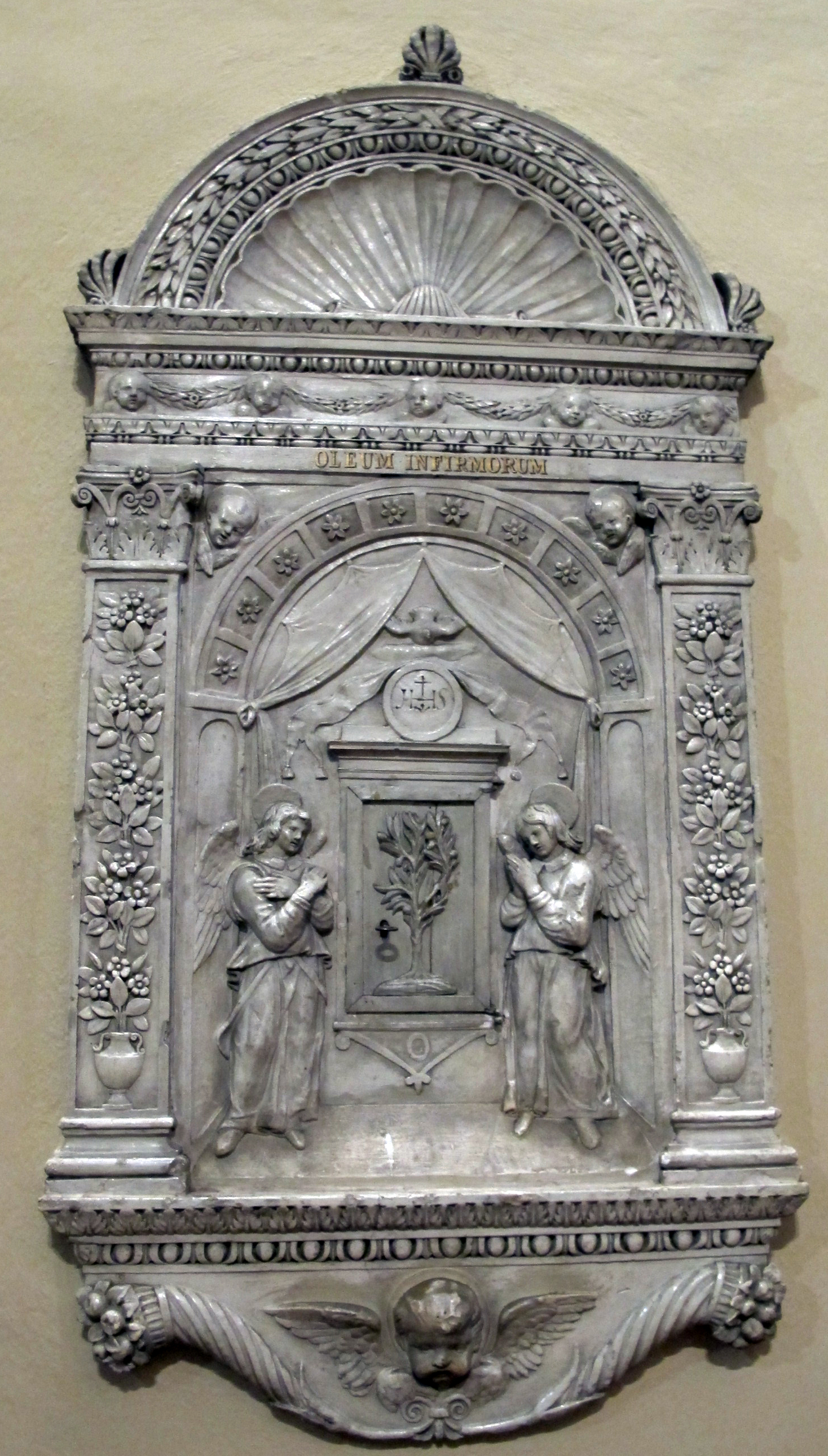
Табернакль. Благовещение Деве Марии
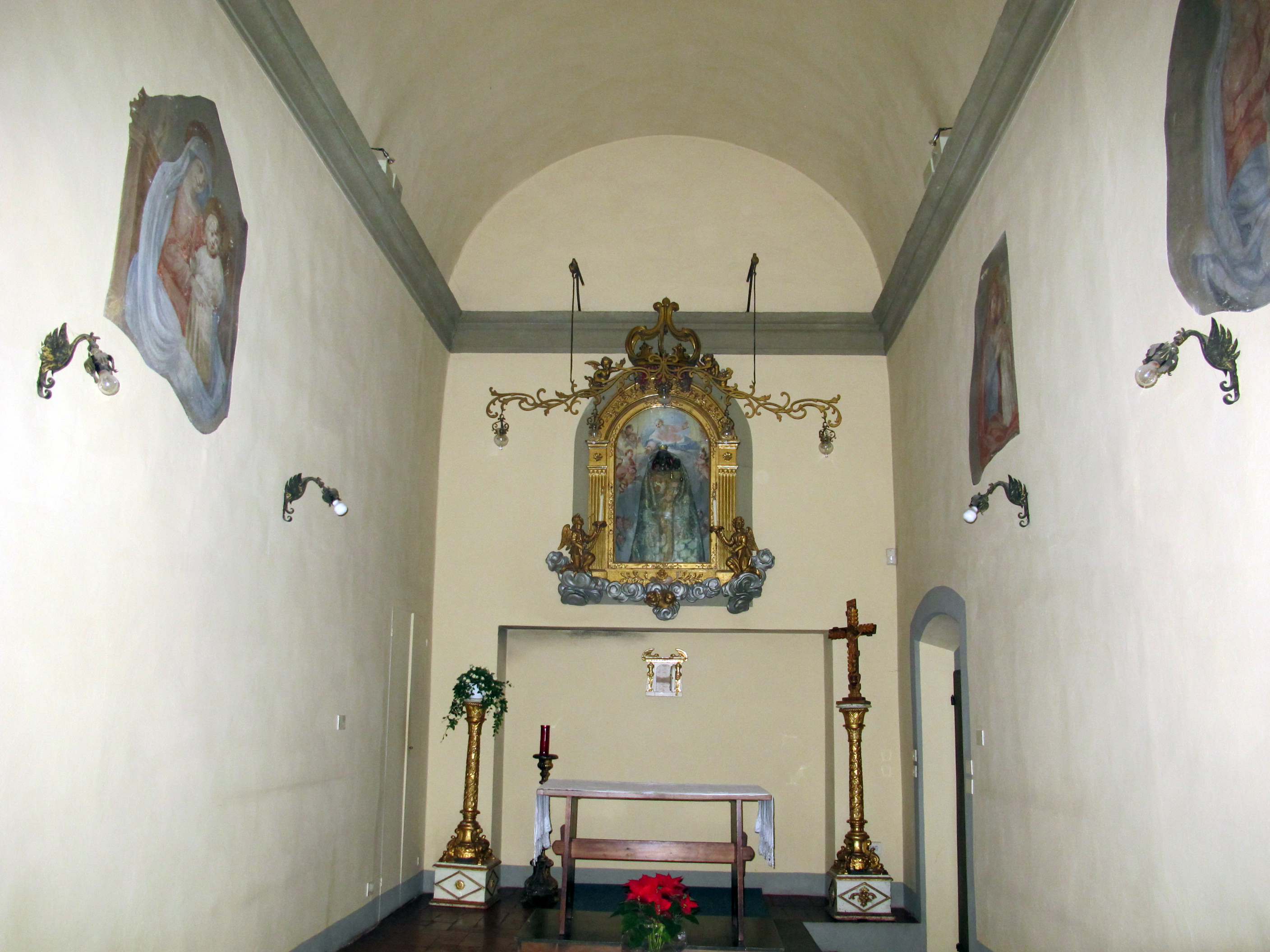
Капелла Мадонны Лорето
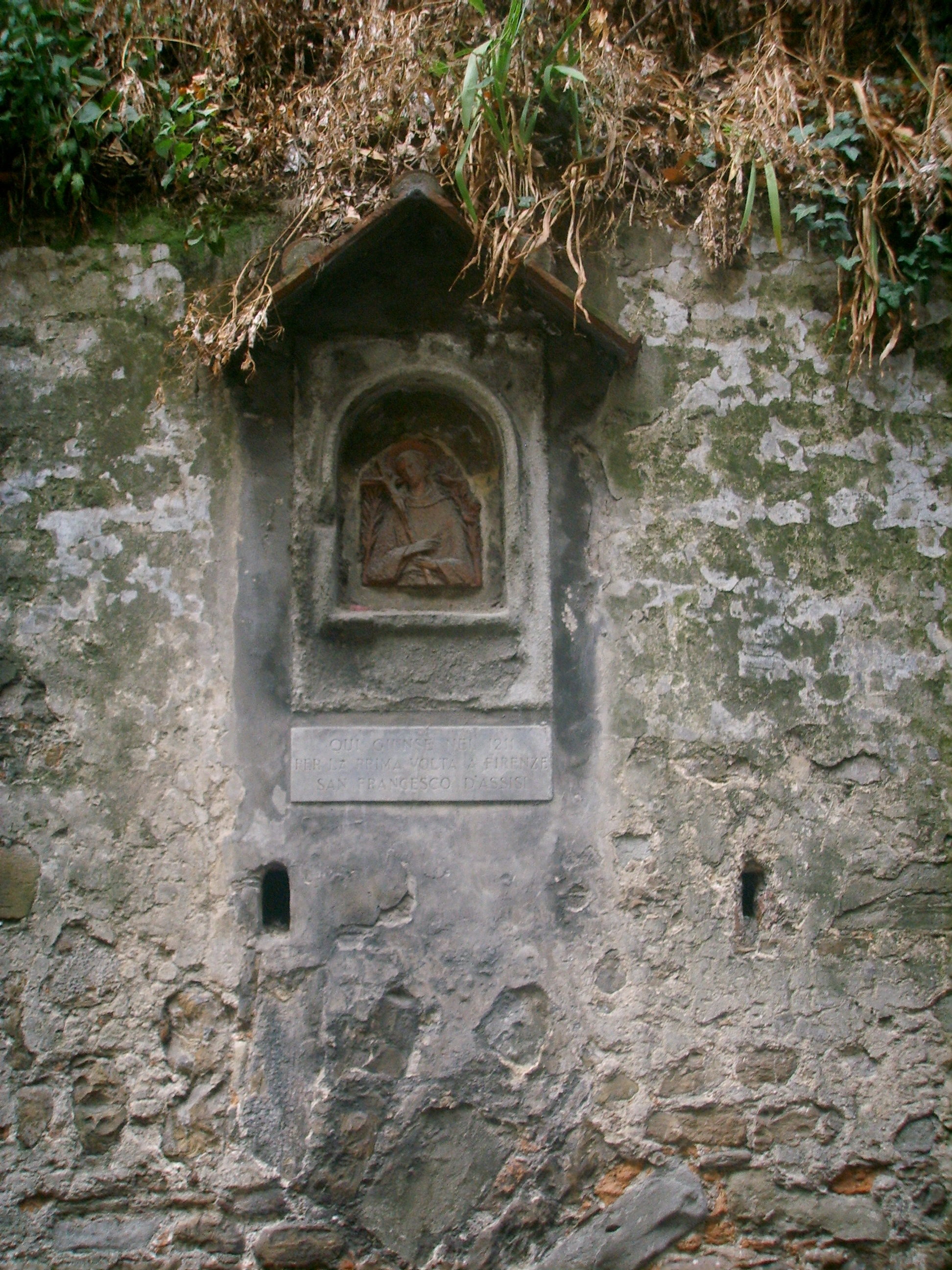
Табернакль Святого Франциска Ассизского